# Ernst-Thälmann-Denkmal (Schwarze Pumpe)

1:1-Gipsabguss der Reliefplatte des Thälmann-Denkmals im Cottbuser Atelier 1978

Das Ernst-Thälmann-Denkmal in Schwarze Pumpe (Spremberg) ist ein Denkmal, das der Cottbuser Bildhauer Heinz Mamat zur Erinnerung an Ernst Thälmann schuf. Es zeigt auf einem 6 m² großen Relief aus rotem Kunststein Thälmann mit Gefährten. Zum Kunstwerk gehört ein separates Relief in einem Fahnenblock auf einem Betonsockel. Das gesamte Gebilde steht auf dem Gelände der ehemaligen Betriebsberufsschule (BBS) „Ernst Thälmann“ des VEB Gaskombinats Schwarze Pumpe, welches heute zum Industriepark Schwarze Pumpe gehört. Die Einweihung fand im Jahr 1979 statt. Anlässlich der Namensgebung sprach Irma Thälmann zu den versammelten Lehrlingen und Pädagogen.

## Geschichte

Thälmann-Denkmal nach der Fertigstellung 1979

Das Thälmann-Denkmal im Frühjahr 2019

Das Denkmal wurde  im Oktober 1978 vom VEB Gaskombinat Schwarze Pumpe im Zuge der Errichtung der Berufsbetriebsschule in Auftrag gegeben. Die Abnahme des 1:1-Gipsmodells geschah im März 1979. Im Mai des Jahres wurde die Ausgestaltung der Außenanlagen mit dem Künstler abgestimmt. Die Plastiken selbst wurden im Cottbuser Atelier gefertigt und zur Montage nach Schwarze Pumpe transportiert. Fundamente und Sockel wurden durch die Betriebsberufsschule angefertigt. Die Einweihung war für den 15. September 1979 geplant.
Initiiert durch den Eigentümer fand im Jahr 1985 eine Begehung zusammen mit dem Künstler statt, um Ablagerungserscheinungen zu entfernen und das Eindringen von Wasser in das Kunstwerk zu verhindern.

## Beschreibung
Das Denkmal auf dem Schulhof ist umgeben von der Turnhalle, den Schulgebäuden und der Lehrwerkstatt. Das Gelände wurde inzwischen von dem heutigen Eigentümer umgestaltet. Die Grünanlagen und der ehemalige Schulhof sind einem Parkplatz und einer Wiesenfläche gewichen.
Das 2 × 3 Meter große Relief zeigt Thälmann mit geballten Fäusten in der Mitte sowie drei seiner Mitstreiter. Der erste von Heinz Mamat als Akt ausgeführte Entwurf sagte der politischen Führung nicht zu. In der endgültigen Ausführung sind die Figuren teilweise verhüllt.
Aktuell (Stand 3/2019) ist das Denkmal verwittert und der Kopf Thälmanns fehlt. Die Stahlbewehrung der Betonmauer ist durch das eingedrungene Wasser zu sehen und die Farbe des Betonsockels blättert ab. Das Relief im Fahnenblock befindet sich in einen besseren Zustand.